# 寿圣寺 (新绛)
寿圣寺大殿，位于山西省运城市新绛县泽掌镇北苏村中心，是中华人民共和国全国重点文物保护单位之一。

## 历史
寿圣寺创建于宋建隆二年(961年)。明万历四十一年(1613年)、清康熙四十二年(1703年)曾重修补建。大殿长期被村里占用，年久失修。该寺彩塑生动，已毁于解放初期。

## 建筑
现仅存大殿，坐北向南，面阔五间，进深六椽，面积600平方米，柱头斗拱四铺作单抄。平面为减柱造，单檐悬山顶。琉璃脊饰。据形制判断为元代遗构。

## 保护
2004年6月10日，寿圣寺授予山西省文物保护单位，编号4-83，是一座古建筑。
2019年10月7日，寿圣寺大殿公布为第八批全国重点文物保护单位，编号8-0213-3-016。